# História da engenharia elétrica

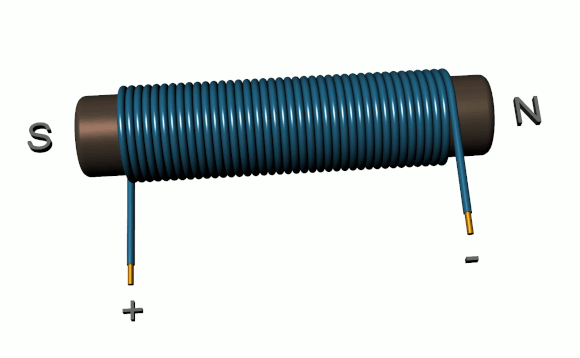
Um eletroímã simples, que consiste em um fio isolado enrolado em um núcleo de ferro. Quando uma corrente elétrica passa pelo fio, o núcleo de ferro se torna um ímã, com um polo norte em uma extremidade e um polo sul na outra.

Este artigo detalha a história da engenharia elétrica. O primeiro uso prático substancial da eletricidade foi o eletromagnetismo.

## Desenvolvimentos antigos
Muito antes de existir qualquer conhecimento sobre eletricidade, as pessoas já sabiam dos choques causados por peixes elétricos. Textos egípcios antigos, datados de 2750 a.C., referiam-se a esses peixes como o "trovão do Nilo" e os descreviam como os "protetores" de todos os outros peixes. Os peixes elétricos foram novamente relatados milênios depois por naturalistas e médicos gregos, romanos e árabes antigos. Vários escritores antigos, como Plínio, o Velho, e Scribonius Largus, atestaram o efeito entorpecente de choques elétricos dados por bagres elétricos e raios elétricos, e sabiam que esses choques podiam viajar ao longo de objetos condutores. Pacientes com doenças como gota ou dor de cabeça eram orientados a tocar em peixes elétricos na esperança de que a poderosa sacudida pudesse curá-los. Possivelmente, a abordagem mais antiga e mais próxima da descoberta da identidade do raio e da eletricidade de qualquer outra fonte é atribuída aos árabes, que antes do século XV tinham a palavra árabe para raio ra'ad (رعد) aplicada a raias elétricas.
Culturas antigas ao redor do Mediterrâneo sabiam que certos objetos, como varas de âmbar, podiam ser esfregadas com pelo de gato para atrair objetos leves como penas. Tales de Mileto, um antigo filósofo grego, escrevendo por volta de 600 a.C., descreveu uma forma de eletricidade estática, observando que esfregar o pelo em várias substâncias, como o âmbar, causaria uma atração especial entre os dois. Ele observou que os botões de âmbar podiam atrair objetos leves, como cabelos, e que, se esfregassem o âmbar por tempo suficiente, poderiam até mesmo fazer uma faísca saltar.
Por volta de 450 a.C., Demócrito, um filósofo grego posterior, desenvolveu uma teoria atômica semelhante à teoria atômica moderna. Seu mentor, Leucipo, é creditado com essa mesma teoria. A hipótese de Leucipo e Demócrito sustentava que tudo era composto de átomos. Mas esses átomos, chamados "atomos", eram indivisíveis e indestrutíveis. Ele afirmou, de forma presciente, que entre os átomos há um espaço vazio e que os átomos estão em constante movimento. Ele estava incorreto apenas ao afirmar que os átomos vêm em diferentes tamanhos e formas, e que cada objeto tinha seu próprio formato e tamanho de átomo.
Um objeto encontrado no Iraque em 1938, datado de cerca de 250 a.C. e chamado de Bateria de Bagdá, assemelha-se a uma célula galvânica e afirma-se que foi usado para galvanoplastia na Mesopotâmia, embora não haja evidências disso.

## Desenvolvimentos do século XVII
Alessandro Volta showing the earliest pile to emperor Napoleon BonaparteA eletricidade permaneceria pouco mais do que uma curiosidade intelectual por milênios. Em 1600, o cientista inglês William Gilbert ampliou o estudo de cardano sobre eletricidade e magnetismo, distinguindo o efeito lodestone da eletricidade estática produzida pela fricção do âmbar. Ele cunhou a palavra neolatina electricus ("do âmbar" ou "como o âmbar", de ήλεκτρον [elektron], a palavra grega para "âmbar") para se referir à propriedade de atrair pequenos objetos após serem esfregados. Essa associação deu origem às palavras inglesas "electric" e "electricity", que apareceram pela primeira vez impressas na Pseudodoxia Epidemica de Thomas Browne, de 1646. 
Outros trabalhos foram conduzidos por Otto von Guericke, que demonstrou a repulsão eletrostática. Robert Boyle também publicou trabalhos.

## Desenvolvimentos do século XVIII
Embora os fenômenos elétricos fossem conhecidos há séculos, no século XVII, o estudo sistemático da eletricidade ficou conhecido como "a mais nova das ciências", e o público ficou entusiasmado com as mais novas descobertas no campo.
Em 1705, Francis Hauksbee descobriu que se ele colocasse uma pequena quantidade de mercúrio no vidro de sua versão modificada do gerador de Otto von Guericke, evacuasse o ar para criar um vácuo moderado e esfregasse a bola para criar uma carga, um brilho seria visível se ele colocasse a mão na parte externa da bola. Esse brilho era brilhante o suficiente para ser lido. Parecia ser semelhante ao Fogo de Santelmo. Mais tarde, esse efeito tornou-se a base da lâmpada de descarga de gás, que levou à iluminação de neon e às lâmpadas de vapor de mercúrio. Em 1706, ele produziu uma "máquina de influência" para gerar esse efeito. Ele foi eleito membro da Royal Society no mesmo ano.

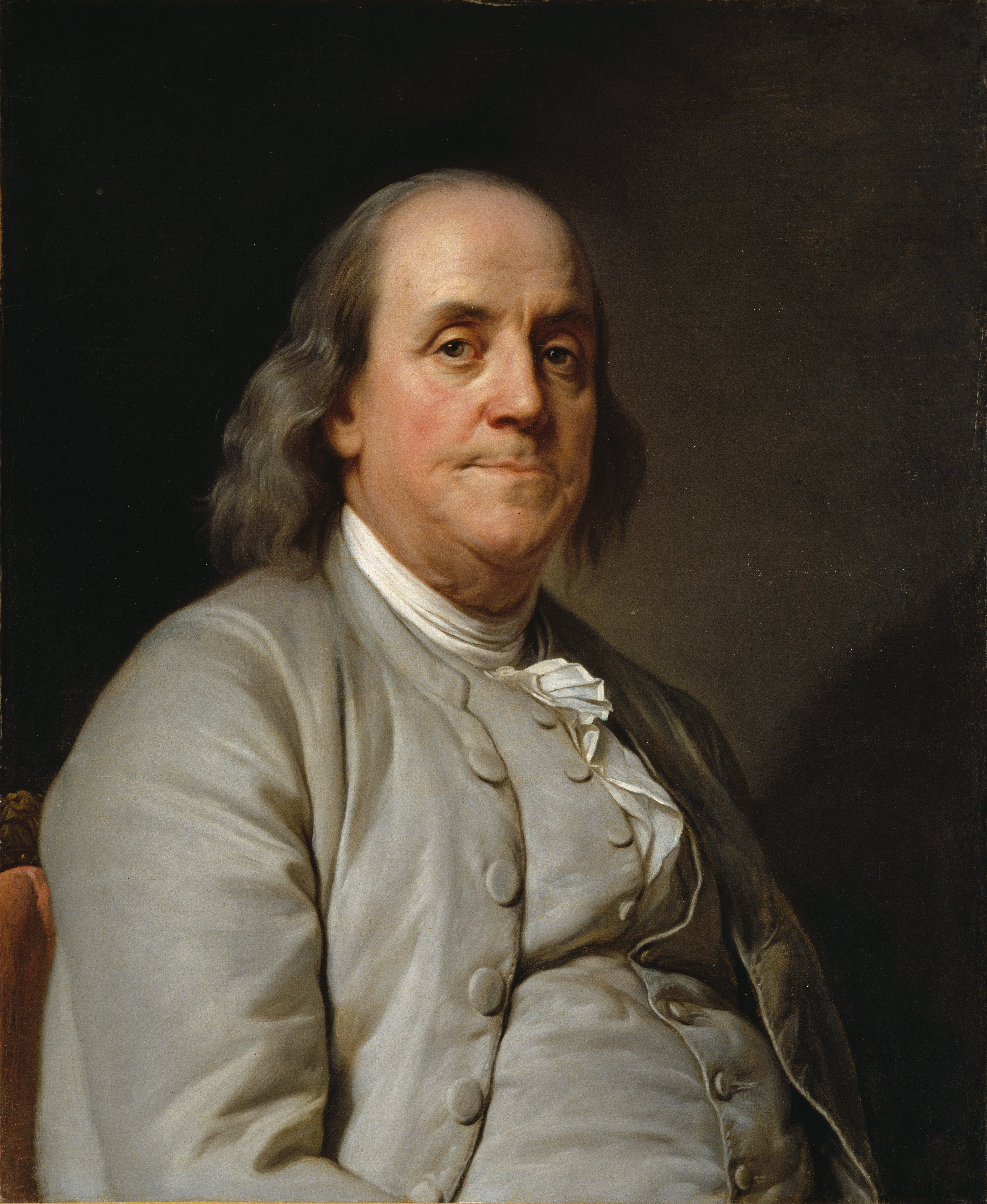
Benjamin Franklin

Hauksbee continuou a fazer experiências com eletricidade, fazendo inúmeras observações e desenvolvendo máquinas para gerar e demonstrar vários fenômenos elétricos. Em 1709, ele publicou Physico-Mechanical Experiments on Various Subjects, que resumia grande parte de seu trabalho científico.
Stephen Gray descobriu a importância dos isolantes e condutores. Charles du Fay, vendo seu trabalho, desenvolveu uma teoria de eletricidade com "dois fluidos".
No século XVIII, Benjamin Franklin realizou uma extensa pesquisa sobre eletricidade, vendendo seus pertences para financiar seu trabalho. Em junho de 1752, ele teria prendido uma chave de metal na parte inferior de uma corda de pipa umedecida e empinado a pipa em um céu ameaçado por uma tempestade. Uma sucessão de faíscas saltando da chave para as costas de sua mão mostrou que o raio era de fato de natureza elétrica. Ele também explicou o comportamento aparentemente paradoxal da garrafa de Leyden como um dispositivo para armazenar grandes quantidades de carga elétrica, criando a teoria da eletricidade com um único fluido e dois estados.
Em 1791, o italiano Luigi Galvani publicou sua descoberta da bioeletricidade, demonstrando que a eletricidade era o meio pelo qual as células nervosas passavam sinais para os músculos. A bateria de Alessandro Volta, ou pilha voltaica, de 1800, feita de camadas alternadas de zinco e cobre, forneceu aos cientistas uma fonte mais confiável de energia elétrica do que as máquinas eletrostáticas usadas anteriormente.

## Desenvolvimentos do século XIX

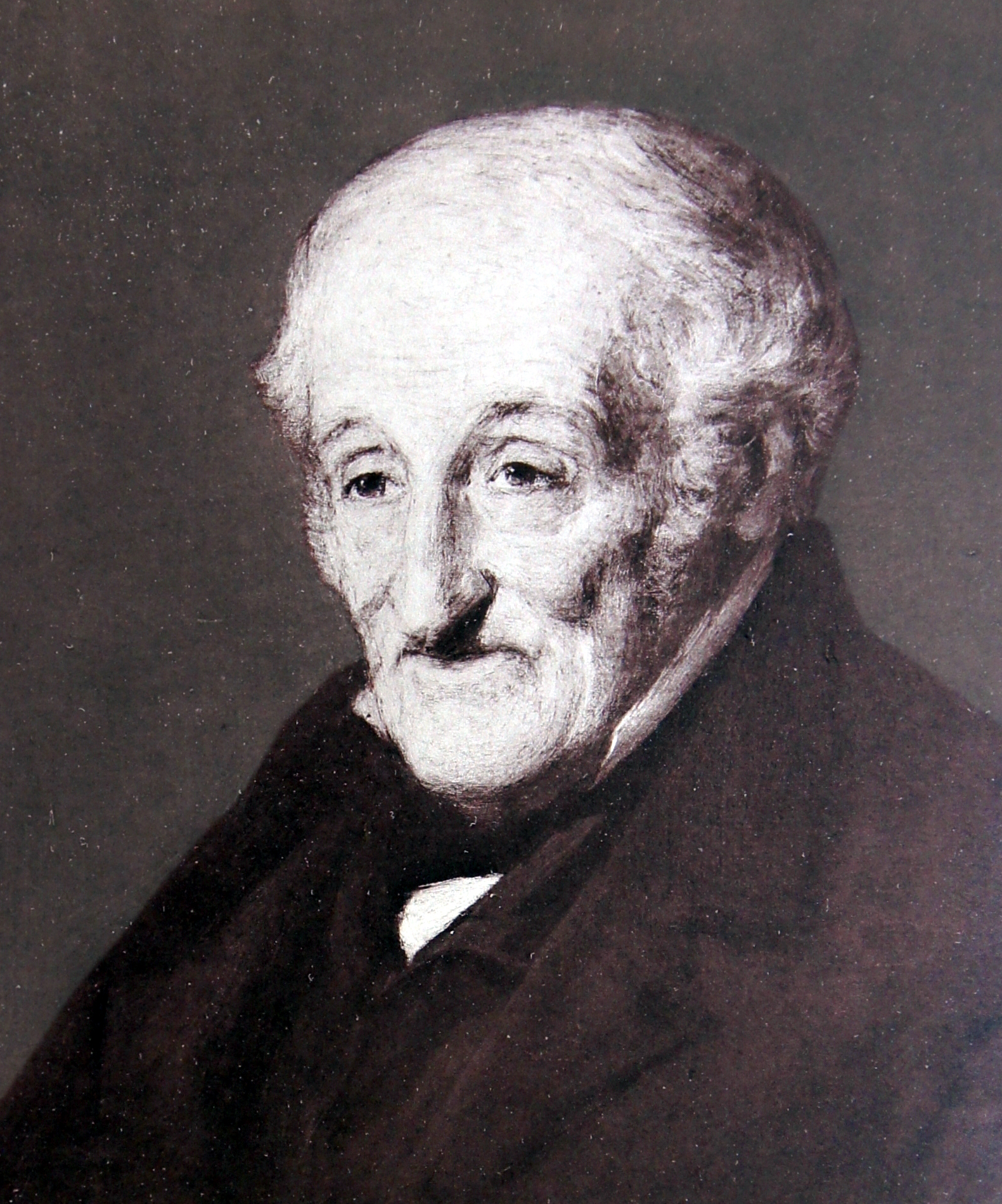
Sir Francis Ronalds

A engenharia elétrica tornou-se uma profissão no final do século XIX. Os profissionais haviam criado uma rede global de telégrafo elétrico e as primeiras instituições de engenharia elétrica para apoiar a nova disciplina foram fundadas no Reino Unido e nos EUA. Embora seja impossível identificar com precisão um primeiro engenheiro elétrico, Francis Ronalds está à frente do campo, pois criou um sistema de telégrafo elétrico em funcionamento em 1816 e documentou sua visão de como o mundo poderia ser transformado pela eletricidade. Mais de 50 anos depois, ele se juntou à nova Sociedade de Engenheiros Telegráficos (que logo seria renomeada como Instituição de Engenheiros Elétricos), onde foi considerado por outros membros como o primeiro de seu grupo. A doação de sua extensa biblioteca elétrica foi um benefício considerável para a nova sociedade.

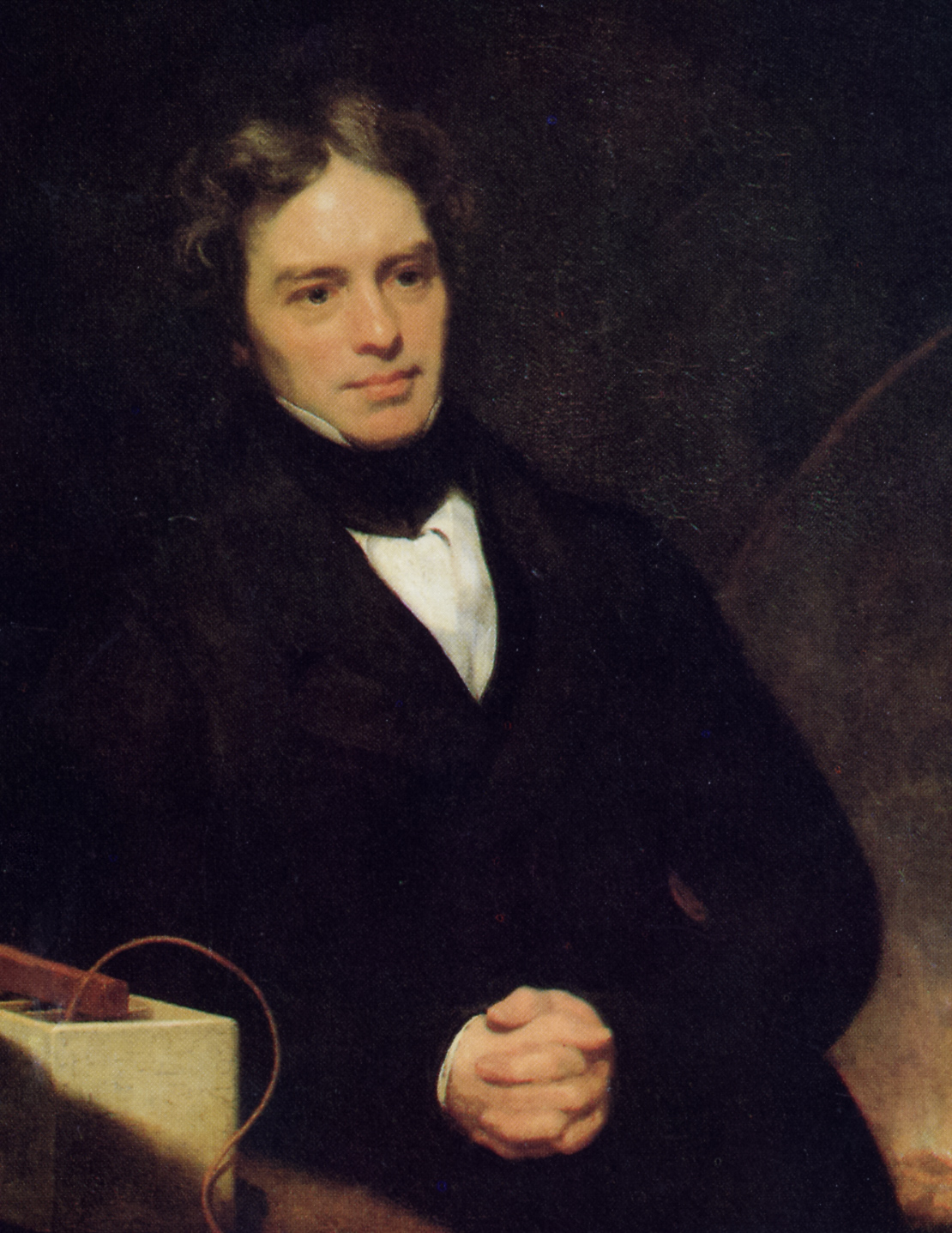
Michael Faraday retratado por Thomas Phillips, c. 1841-1842.

O desenvolvimento da base científica da engenharia elétrica, com as ferramentas das modernas técnicas de pesquisa, intensificou-se durante o século XIX. Desenvolvimentos notáveis no início desse século incluem o trabalho de Georg Ohm, que em 1827 quantificou a relação entre a corrente elétrica e a diferença de potencial em um condutor, e Michael Faraday, o descobridor da indução eletromagnética em 1831. Na década de 1830, Georg Ohm também construiu uma máquina eletrostática inicial. O gerador unipolar foi desenvolvido primeiramente por Michael Faraday durante seus memoráveis experimentos em 1831. Foi o início dos dínamos modernos, ou seja, geradores elétricos que operam usando um campo magnético. A invenção do gerador industrial em 1866 por Werner von Siemens, que não necessitava de energia magnética externa, possibilitou uma grande série de outras invenções no mesmo sentido.
Em 1873, James Clerk Maxwell publicou um tratado unificado da eletricidade e do magnetismo, o Tratado sobre Electricidade e Magnetismo, que estimulou vários teóricos a pensar em termos de campos descritos pelas equações de Maxwell. Em 1878, o inventor britânico James Wimshurst desenvolveu um aparelho com dois discos de vidro montados em dois eixos. Foi somente em 1883 que a máquina de Wimshurst foi divulgada de forma mais completa para a comunidade científica.

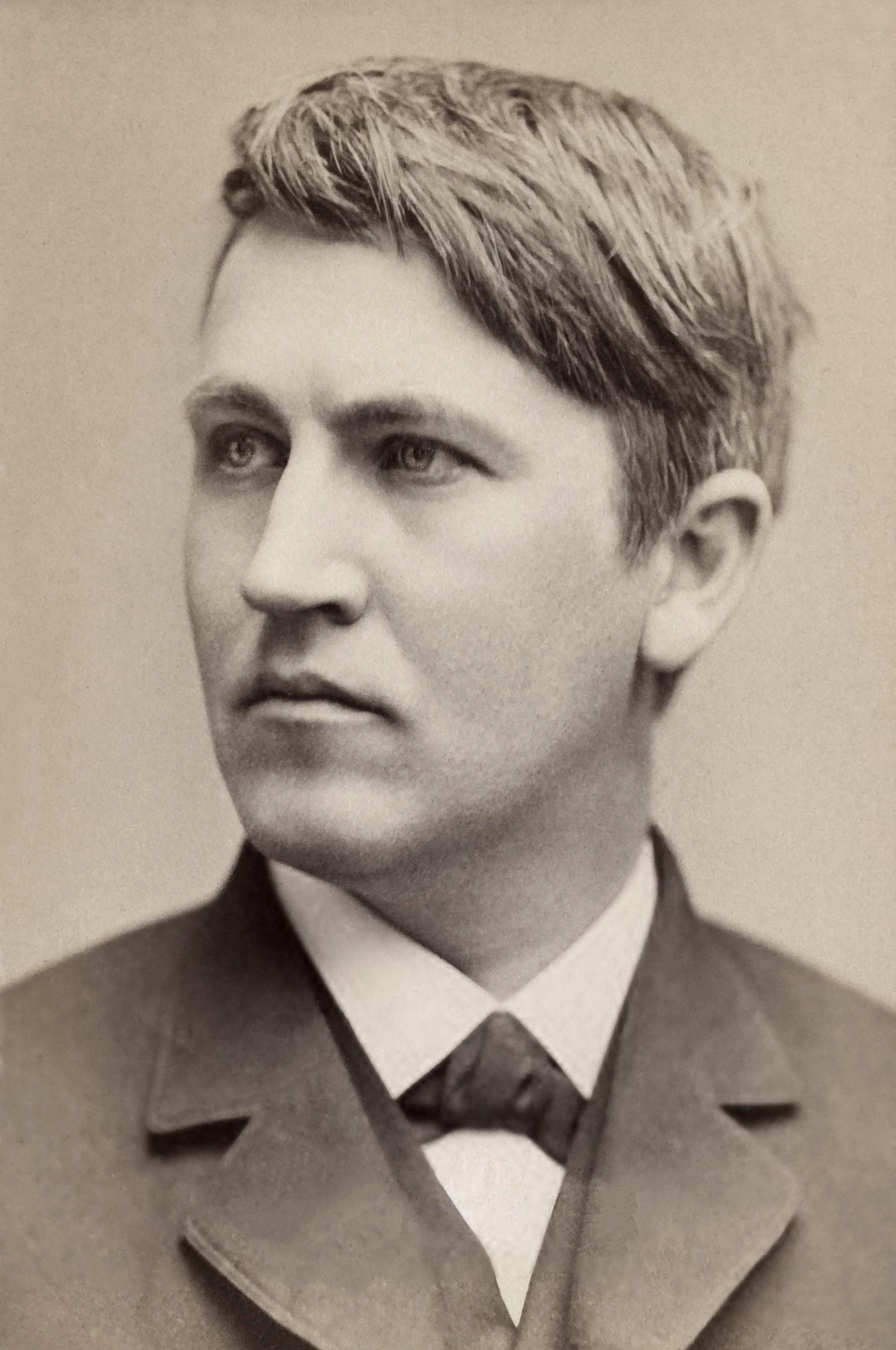
Thomas Edison construiu a primeira rede de fornecimento de energia elétrica em larga escala do mundo

Durante a última parte do século XIX, o estudo da eletricidade era considerado, em grande parte, um subcampo da física. Foi somente no final do século que as universidades começaram a oferecer cursos de engenharia elétrica. Em 1882, a Universidade Técnica de Darmstadt fundou o primeiro departamento e a primeira faculdade de engenharia elétrica do mundo. No mesmo ano, sob o comando do professor Charles Cross, o Instituto de Tecnologia de Massachusetts começou a oferecer a primeira opção de Engenharia Elétrica em um departamento de física. Em 1883, a Universidade Técnica de Darmstadt e a Universidade Cornell introduziram os primeiros cursos de engenharia elétrica do mundo e, em 1885, a Colégio Universitário de Londres fundou a primeira cadeira de engenharia elétrica no Reino Unido. Posteriormente, a Universidade do Missouri criou o primeiro departamento de engenharia elétrica nos Estados Unidos em 1886.
Durante esse período, o uso comercial da eletricidade aumentou drasticamente. A partir do final da década de 1870, as cidades começaram a instalar sistemas de iluminação pública elétrica em larga escala baseados em lâmpadas de arco. Após o desenvolvimento de uma lâmpada incandescente prática para iluminação interna, Thomas Edison ligou a primeira concessionária pública de fornecimento de eletricidade do mundo em 1882, usando o que era considerado um sistema relativamente seguro de corrente contínua de 110 volts para abastecer os clientes. Os avanços da engenharia na década de 1880, incluindo a invenção do transformador, fizeram com que as concessionárias de energia elétrica começassem a adotar a corrente alternada, até então usada principalmente em sistemas de iluminação de arco, como padrão de distribuição para iluminação externa e interna (eventualmente substituindo a corrente contínua para esses fins). Nos EUA, houve uma rivalidade, principalmente entre a corrente alternada de Westinghouse e o sistema de corrente contínua de Edison, conhecida como a "Guerra das Correntes".

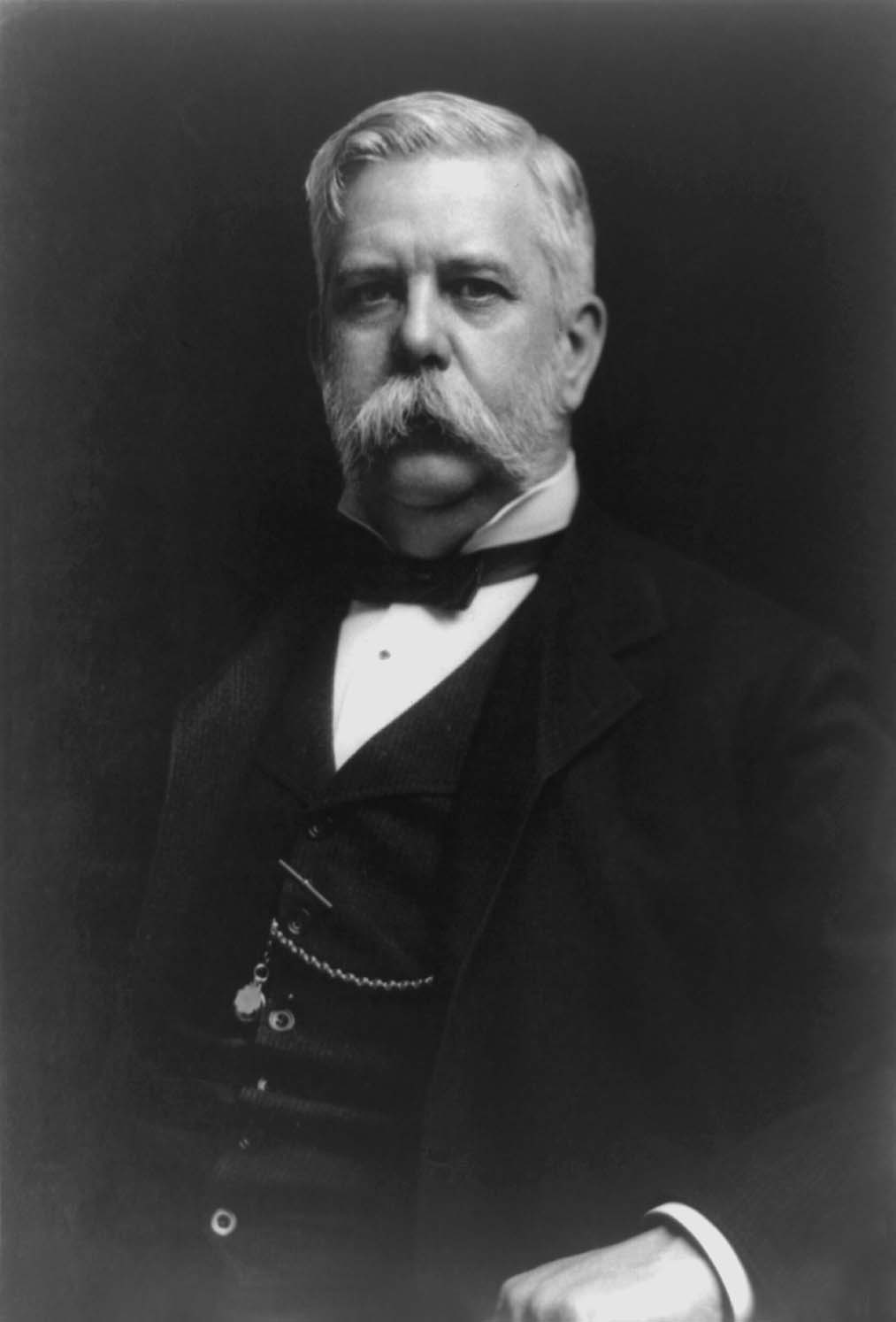
George Westinghouse, empresário e engenheiro americano, apoiou financeiramente o desenvolvimento de uma rede prática de energia CA.

"Em meados da década de 1890, as quatro 'equações de Maxwell' foram reconhecidas como o alicerce de uma das teorias mais sólidas e bem-sucedidas de toda a física; elas ocuparam seu lugar como companheiras, até mesmo rivais, das leis da mecânica de Newton. Naquela época, as equações também estavam sendo colocadas em uso prático, principalmente na nova tecnologia emergente de comunicações por rádio, mas também nos setores de telégrafo, telefone e energia elétrica". No final do século XIX, começaram a surgir figuras no progresso da engenharia elétrica.
Charles Proteus Steinmetz ajudou a promover o desenvolvimento da corrente alternada que possibilitou a expansão do setor de energia elétrica nos Estados Unidos, formulando teorias matemáticas para engenheiros.

### Surgimento do rádio e da eletrônica

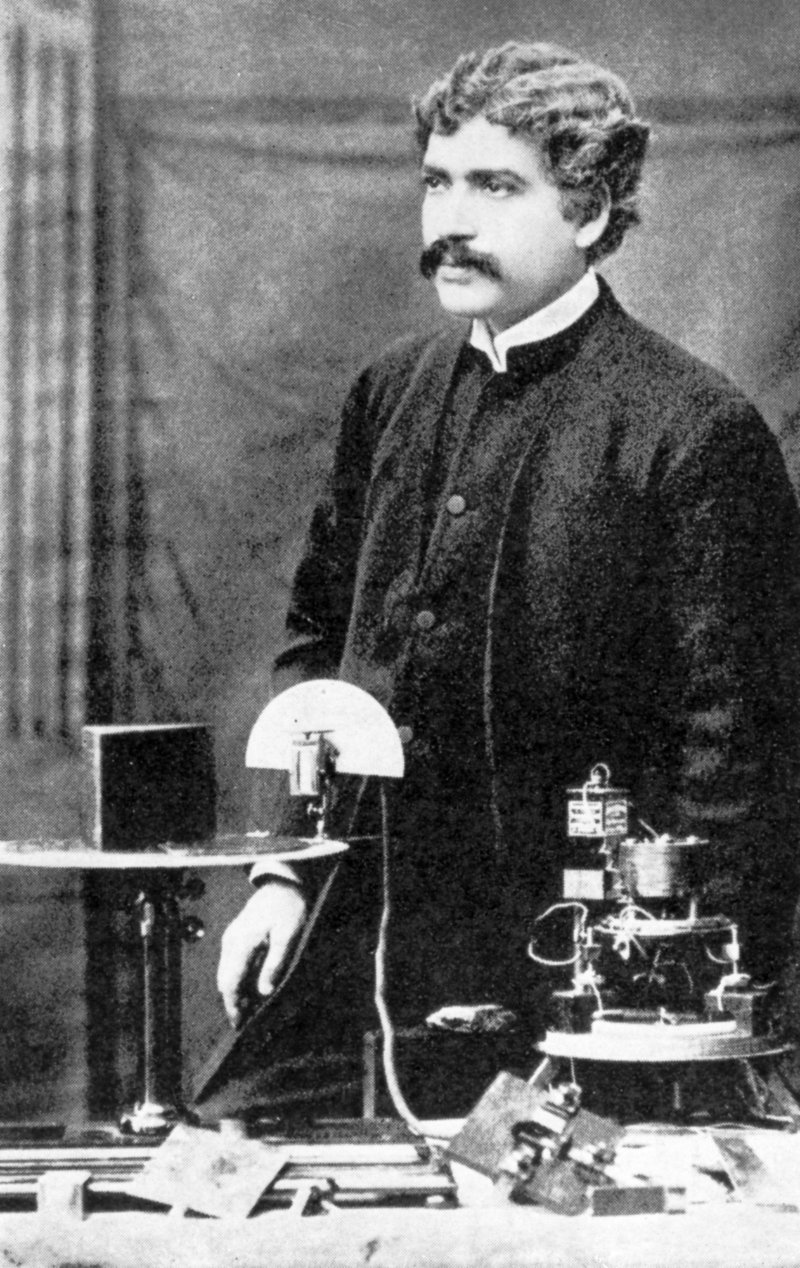
Jagadish Chandra Bose em 1894.

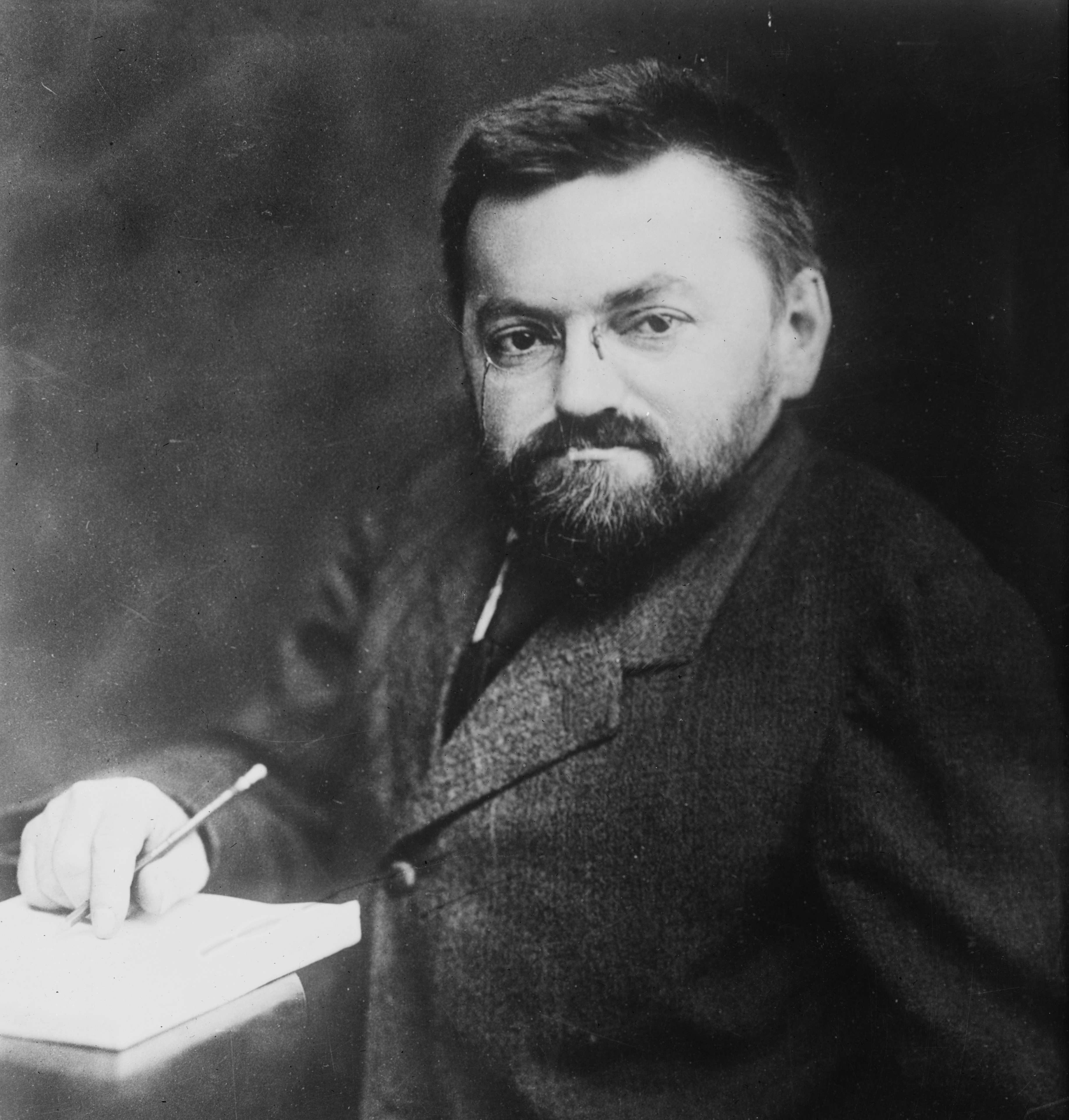
Charles Proteus Steinmetz c. 1915.

Durante o desenvolvimento do rádio, muitos cientistas e inventores contribuíram para a tecnologia de rádio e eletrônica. Em seus clássicos experimentos UHF de 1888, Heinrich Hertz demonstrou a existência de ondas eletromagnéticas (ondas de rádio), o que levou muitos inventores e cientistas a tentar adaptá-las a aplicações comerciais, como Guglielmo Marconi (1895) e Alexander Popov (1896).
A comunicação por ondas milimétricas foi investigada pela primeira vez por Jagadish Chandra Bose entre 1894 e 1896, quando ele atingiu uma frequência extremamente alta de até 60 GHz em seus experimentos. Ele também introduziu o uso de junções semicondutoras para detectar ondas de rádio, quando patenteou o detector de cristal de rádio em 1901.

## Desenvolvimentos do século XX
John Fleming inventou o primeiro tubo de rádio, o diodo, em 1904.
Reginald Fessenden reconheceu que uma onda contínua precisava ser gerada para possibilitar a transmissão da fala e, no final de 1906, ele enviou a primeira transmissão de voz por rádio. Também em 1906, Robert von Lieben e Lee De Forest desenvolveram independentemente o tubo amplificador, chamado de triodo. Edwin Howard Armstrong possibilitou a tecnologia para a televisão eletrônica, em 1931.
No início da década de 1920, houve um interesse crescente no desenvolvimento de aplicações domésticas para a eletricidade. O interesse público levou a exposições como "casas do futuro" e, no Reino Unido, a Associação Elétrica para Mulheres foi criada com Caroline Haslett como diretora em 1924 para incentivar as mulheres a se envolverem na engenharia elétrica.

### Período da Segunda Guerra Mundial
A Segunda Guerra Mundial foi palco de muitos avanços no campo da eletrônica, especialmente no radar e com a invenção do magnetron por Randall e Boot na Universidade de Birmingham em 1940. A localização por rádio, a comunicação por rádio e a controle por rádio de aeronaves foram desenvolvidas nessa época. Um dos primeiros dispositivos de computação eletrônica, o Colossus, foi construído por Tommy Flowers, da GPO, para decifrar as mensagens codificadas da máquina de cifra alemã Lorenz. Também foram desenvolvidos nessa época transmissores e receptores de rádio clandestinos avançados para uso de agentes secretos.
Uma invenção americana da época foi um dispositivo para embaralhar as chamadas telefônicas entre Winston Churchill e Franklin D. Roosevelt. Esse dispositivo era chamado de sistema Green Hornet e funcionava com a inserção de ruído no sinal. O ruído era então extraído na extremidade receptora. Esse sistema nunca foi quebrado pelos alemães.
Uma grande quantidade de trabalho foi realizada nos Estados Unidos como parte do Programa de Treinamento de Guerra nas áreas de localização de direção de rádio, redes lineares pulsadas, modulação de frequência, circuitos de tubo a vácuo, teoria de linha de transmissão e fundamentos de engenharia eletromagnética. Esses estudos foram publicados logo após a guerra no que ficou conhecido como "Radio Communication Series", publicado pela McGraw-Hill em 1946.
Em 1941, Konrad Zuse apresentou o Z3, o primeiro computador totalmente funcional e programável do mundo.

### Pós-guerra
Antes da Segunda Guerra Mundial, o assunto era comumente conhecido como "engenharia de rádio" e estava restrito principalmente a aspectos de comunicações e radar, rádio comercial e televisão inicial. Naquela época, o estudo da engenharia de rádio nas universidades só podia ser feito como parte de um curso de física.
Mais tarde, nos anos do pós-guerra, à medida que os dispositivos de consumo começaram a ser desenvolvidos, o campo se ampliou para incluir a TV moderna, os sistemas de áudio, o Hi-Fi e, mais tarde, os computadores e microprocessadores. Em 1946, surgiu o ENIAC (Computador Integrador Numérico Eletrônico) de John Presper Eckert e John Mauchly, dando início à era da computação. O desempenho aritmético dessas máquinas permitiu que os engenheiros desenvolvessem tecnologias completamente novas e atingissem novos objetivos, incluindo as missões Apollo e o pouso na Lua da NASA.
Em meados e no final da década de 1950, o termo engenharia de rádio gradualmente deu lugar ao nome engenharia eletrônica, que se tornou uma disciplina universitária independente, geralmente ensinada junto com a engenharia elétrica, com a qual se tornou associada devido a algumas semelhanças.

### Eletrônica de estado sólido

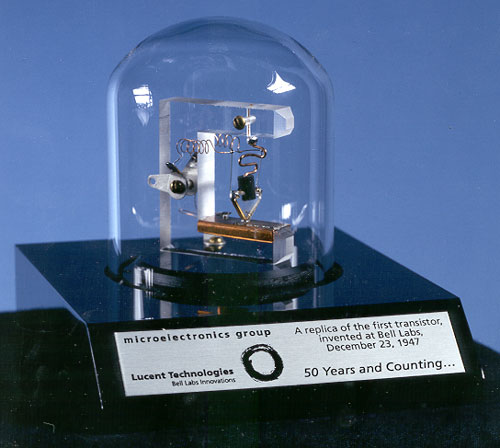
Uma réplica do primeiro transistor em funcionamento, um transistor de contato pontual.

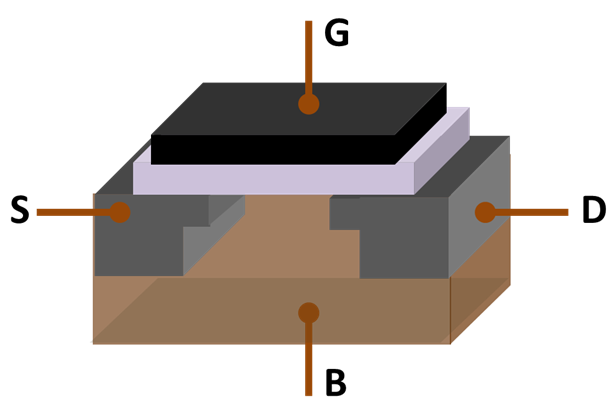
Transistor de efeito de campo semicondutor de óxido metálico (MOSFET), o componente básico da eletrônica moderna.

O primeiro transistor em funcionamento foi um transistor de contato pontual inventado por John Bardeen e Walter Houser Brattain enquanto trabalhavam com William Shockley no Bell Telephone Laboratories (BTL) em 1947. Em seguida, eles inventaram o transistor de junção bipolar em 1948. Embora os primeiros transistores de junção fossem dispositivos relativamente volumosos e difíceis de fabricar em massa, eles abriram a porta para dispositivos mais compactos.
Os primeiros circuitos integrados foram o circuito integrado híbrido inventado por Jack Kilby na Texas Instruments em 1958 e o chip de circuito integrado monolítico inventado por Robert Noyce na Fairchild Semiconductor em 1959.

O MOSFET (transistor de efeito de campo semicondutor de óxido metálico, ou transistor MOS) foi inventado por Mohamed Atalla e Dawon Kahng na BTL em 1959. Foi o primeiro transistor realmente compacto que poderia ser miniaturizado e produzido em massa para uma ampla gama de usos. Ele revolucionou o setor de eletrônicos, tornando-se o dispositivo eletrônico mais usado no mundo.

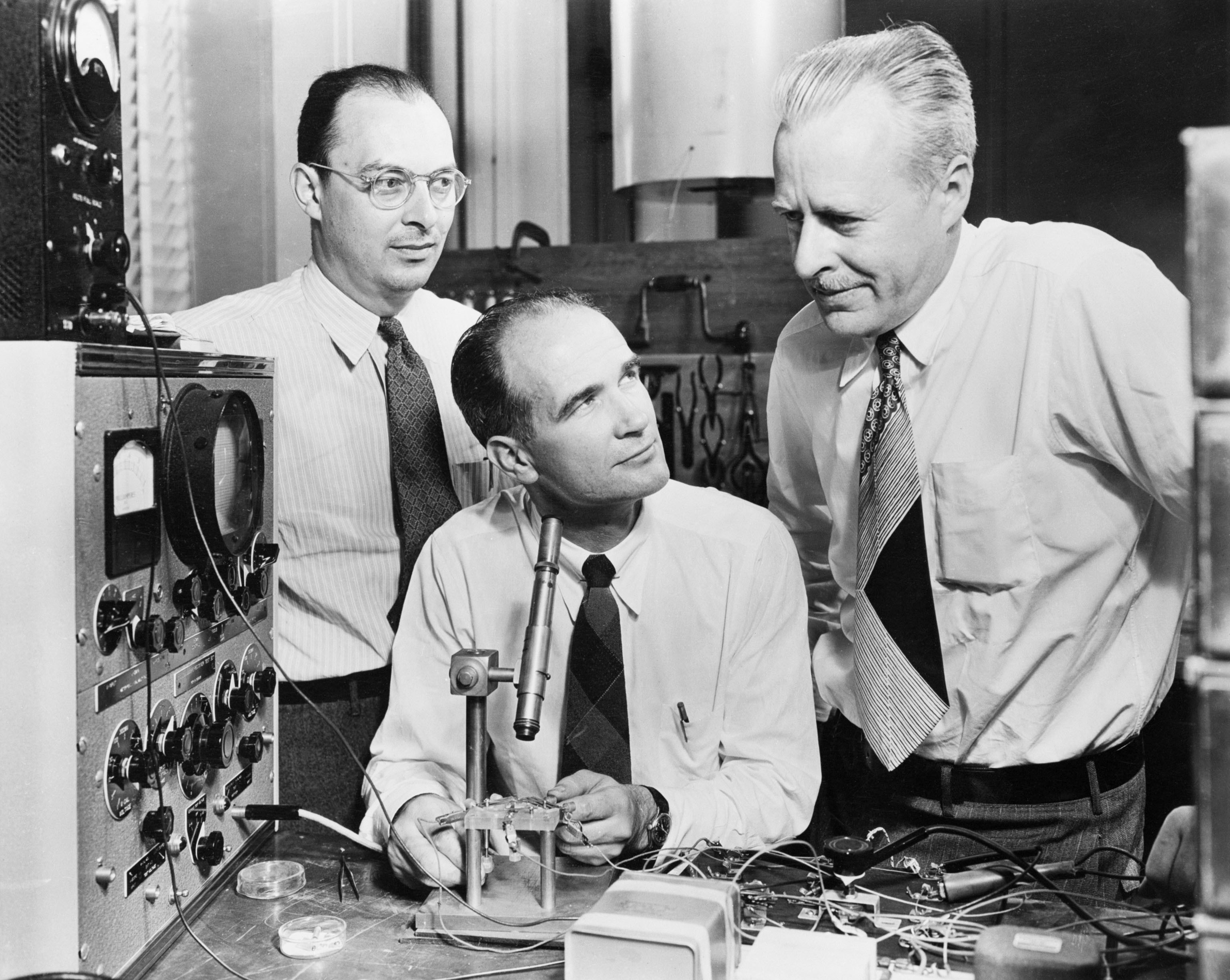
John Bardeen, William Shockley, Walter Brattain – transistor (1947).
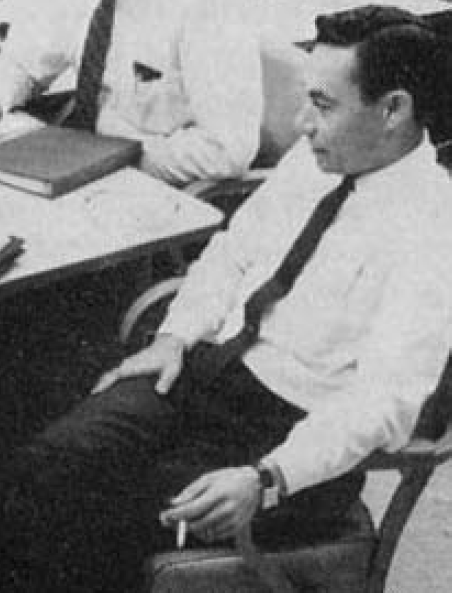
Mohamed M. Atalla - passivação de silício (1957) e transistor MOSFET (1959).
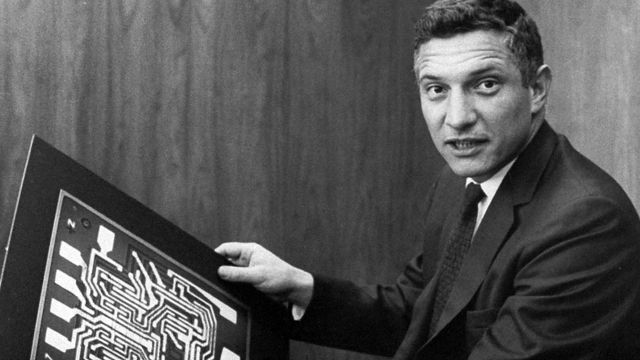
Robert Noyce - chip de circuito integrado monolítico (1959).
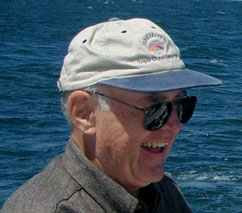
Gordon Moore - Lei de Moore (1965).
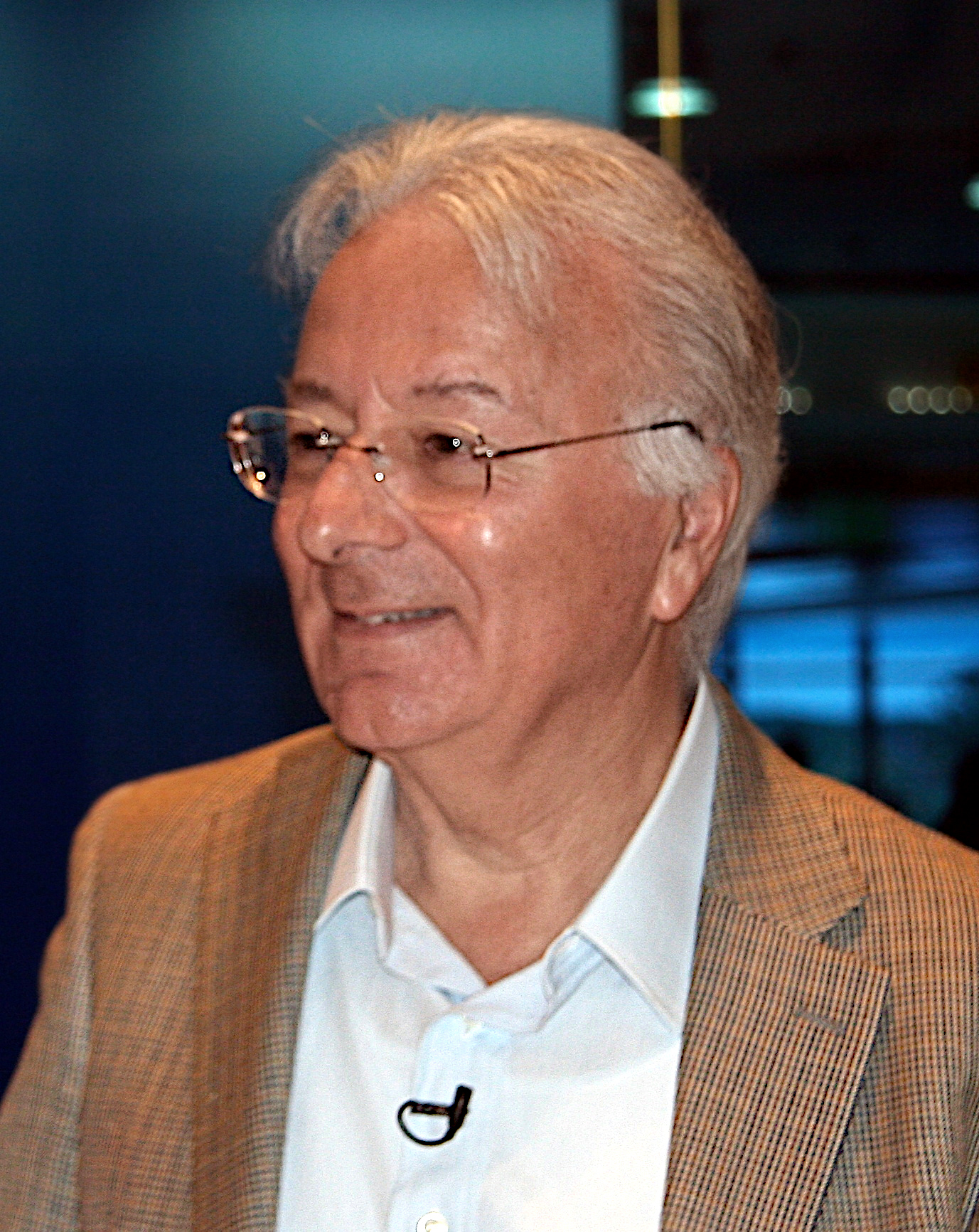
Federico Faggin - MOSFET com porta de silício (1968) e microprocessador (1971).
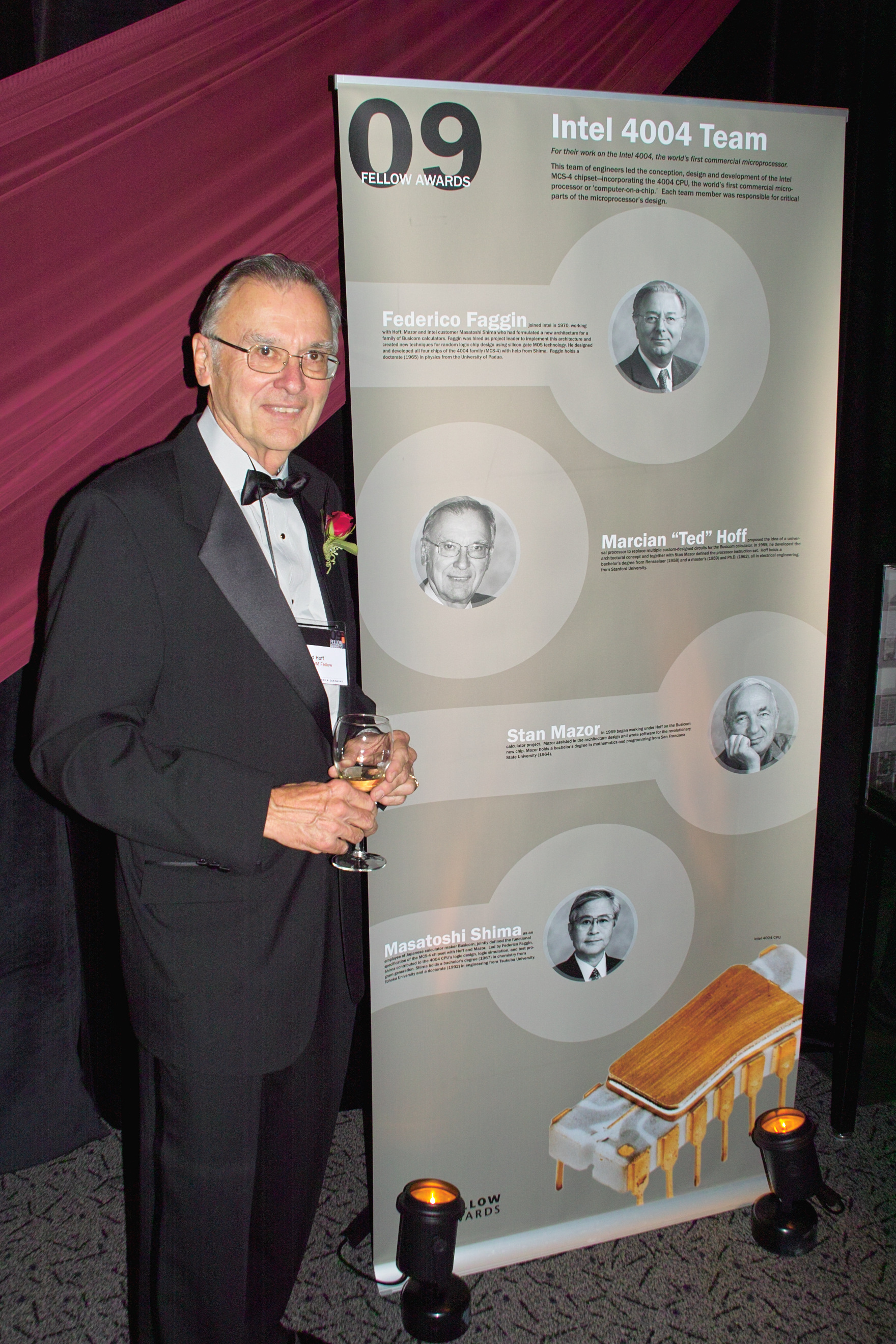
Marcian Hoff - microprocessador (1971).
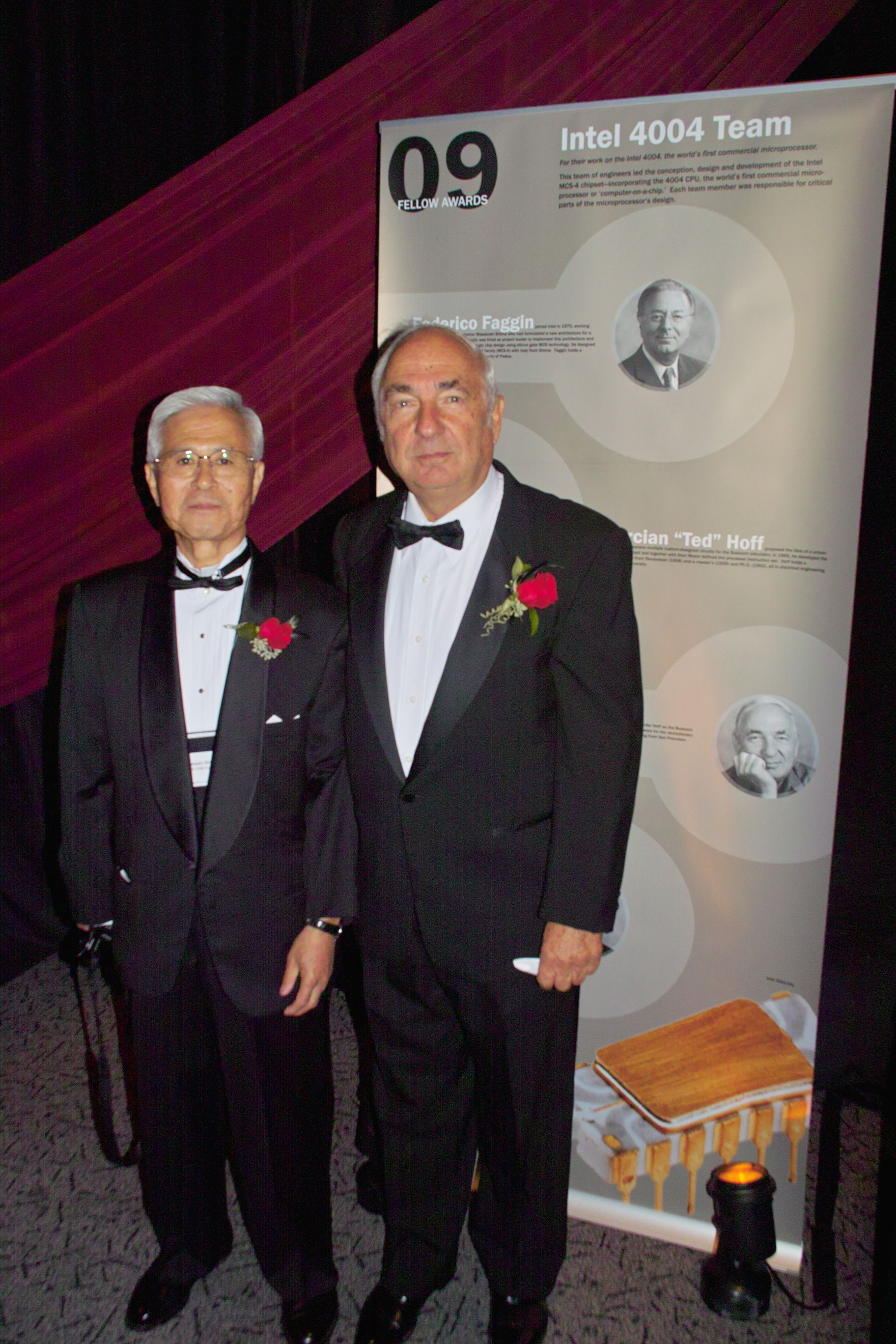
Masatoshi Shima, Stanley Mazor - microprocessador (1971).

O MOSFET possibilitou a construção de chips de circuito integrado de alta densidade. O primeiro chip experimental MOS IC a ser fabricado foi construído por Fred Heiman e Steven Hofstein nos Laboratórios RCA em 1962. A tecnologia MOS possibilitou a Lei de Moore, a duplicação de transistores em um chip IC a cada dois anos, prevista por Gordon Moore em 1965. A tecnologia MOS de porta de silício foi desenvolvida por Federico Faggin na Fairchild em 1968. Desde então, o MOSFET tem sido o componente básico da eletrônica moderna. A produção em massa de MOSFETs de silício e chips de circuitos integrados MOS, juntamente com a miniaturização contínua do dimensionamento do MOSFET em um ritmo exponencial (conforme previsto pela Lei de Moore), levou a mudanças revolucionárias na tecnologia, na economia, na cultura e no pensamento.
O programa Apollo, que culminou com o pouso de astronautas na Lua com a Apollo 11 em 1969, foi viabilizado pela adoção pela NASA de avanços na tecnologia eletrônica de semicondutores, incluindo MOSFETs na Plataforma de Monitoramento Interplanetário (IMP) e chips de circuito integrado de silício no Computador de Orientação Apollo (AGC).
O desenvolvimento da tecnologia de circuito integrado MOS na década de 1960 levou à invenção do microprocessador no início da década de 1970. O primeiro microprocessador de chip único foi o Intel 4004, lançado em 1971. O Intel 4004 foi projetado e realizado por Federico Faggin na Intel com sua tecnologia MOS de porta de silício, juntamente com Marcian Hoff e Stanley Mazor da Intel e Masatoshi Shima da Busicom. Isso deu início ao desenvolvimento do computador pessoal. O 4004, um processador de 4 bits, foi seguido em 1973 pelo Intel 8080, um processador de 8 bits, que possibilitou a construção do primeiro computador pessoal, o Altair 8800.